# PassMe
Un PassMe est un circuit électronique qui permet d'exécuter du code non signé sur une Nintendo DS. Il contourne les protections du firmware et redirige l'exécution sur l'espace mémoire du port Game Boy Advance.
Le PassMe originel ne marche qu'avec les Nintendo DS les plus anciennes. Pour les consoles plus récentes et les consoles de couleur, une nouvelle version, le PassMe 2 a été programmé. On peut noter que la plupart des PassMe d'ancienne génération peuvent être transformés en PassMe 2 à l'aide d'un programmateur.
Un linker nommé la R4 ayant la forme d'une cartouche DS a permis de s'en affranchir ainsi que d'un linker GBA.

## Fonctionnement
Ce périphérique exploite une faiblesse de la protection : le point d'entrée du programme DS est décrit en clair dans l'en-tête du jeu. Un PassMe va changer au vol certains octets de cet en-tête. Évidemment, cet en-tête est protégé par une somme de contrôle, mais le PassMe peut aussi corriger cette somme au vol.

## Les différents PassMe
Il existe à ce jour 3 générations de PassME. Les deux premières nécessitent un jeu original alors que la dernière, à la suite du décryptage de la signature DS, ne nécessite aucun jeu.